# Surinaamse Bridge Bond
De Surinaamse Bridge Bond (SBB) is de officiële bond voor bridge in Suriname. De bond is gevestigd in Paramaribo en werd op 18 februari 1954 opgericht, ruim twintig jaar nadat bridge in Suriname zijn intrede deed.
De SBB is aangesloten bij de Central American & Caribbean Bridge Federation en de World Bridge Federation.